# الکس شلی
الکس شلی (انگلیسی: Alex Shelley؛ زادهٔ ۲۳ مهٔ ۱۹۸۳) کشتی‌گیر کشتی حرفه‌ای اهل ایالات متحده آمریکا است.